# فابيان فرانكل
فابيان جوزيف فرانكل (باللغة الإنجليزية: Fabien Joseph Frankel؛ مواليد 6 أبريل 1994) هو ممثل إنجليزي، لعب دور كريستون كول في مسلسل إتش بي أو التلفزيوني الخيالي الملحمي الذي يعود إلى القرون الوسطى آل التنين.

## حياته المبكرة
ولد فرانكل في مستشفى تشيلسي ووستمنستر في غرب لندن لوالده الممثل الإنجليزي مارك فرانكل ومديرة الإعلانات الإيطالية الفرنسية كارولين بيسون. كانت جدته لأبيه من عائلة يهودية من العراق والهند، وكانت عائلة جده لأبيه مهاجرين يهود من روسيا وبولندا إلى الطرف الشرقي من لندن. توفي والد فرانكل في حادث سير عندما كان في الثانية من عمره، بينما كانت والدته حاملاً بأخيه الأصغر ماكس. نشأ الشقيقان في لندن على يد والدتهما، ويتحدثان الفرنسية في المنزل. قامت بتعريفهم بالتصوير من خلال اصطحابهم إلى السينما مرة واحدة في الأسبوع.
حصل فرانكل على دورة تأسيسية لمدة عام في الأكاديمية الملكية للفنون المسرحية قبل أن يتخرج بدرجة بكالوريوس الآداب في التمثيل الاحترافي من أكاديمية لندن للموسيقى والفنون المسرحية في عام 2017.

## مسيرته
بدأت مسيرة فرانكل المهنية على خشبة المسرح في إنتاج المعرفة في مسرح تشارنج كروس عام 2017. ظهر لأول مرة على الشاشة في عام 2019 في الفيلم الكوميدي الرومانسي عيد الميلاد الماضي. في نفس العام، تم اختياره بدور ثيو سيبوفيتش في إن واي بي دي بلو على قناة أيه بي سي.[بحاجة لمصدر]
في عام 2021، ظهر فرانكل في دور دومينيك رينيلو في دراما الجريمة الحقيقية لبي بي سي ون ونتفليكس الثعبان. تم اختيار فرانكل كأفضل بريطاني للمشاهدة لعام 2021 من قبل مجلة فارايتي. اعتبارًا من عام 2022، يلعب دور السير كريستون كول، فارس من تخوم دورن، في مسلسل إتش بي أو الخيالي آل التنين، وهي سابقة لصراع العروش ومقتبسة من كتاب التاريخ الخيالي لجورج ر. ر. مارتن لعام 2018 النار والدم. لعب فرانكل أيضًا دور البطولة أمام غريتا بيلاماسينا في الفيلم الرومانسي المستقل البندقية عند الفجر.

## فيلموغرافيا
| العام | العنوان            | الدور             | الملاحظات                     |
| ----- | ------------------ | ----------------- | ----------------------------- |
| 2019  | عيد الميلاد الماضي | فابيان            |                               |
| 2019  | إن واي بي دي بلو   | ثيو سيبوويتش      | بايلوت                        |
| 2021  | الثعبان            | دومينيك رينيلو    | مسلسلات؛ 4 حلقات              |
| 2021  | صورة غير صريحة     | جاسبار شيفروليه   | الحلقة: «ذهب اليوم. هنا غدًا.» |
| 2022  | آل التنين          | السيد كريستون كول |                               |
| 2022  | البندقية عند الفجر | ديكسون            |                               |

## المسرح
| العام | العنوان | الدور     | الملاحظات               |
| ----- | ------- | --------- | ----------------------- |
| 2017  | المعرفة | كريستيانو | مسرح تشارينغ كروس، لندن |

## وصلات خارجية
- فابيان فرانكل في قاعدة بيانات الأفلام على الإنترنت (بالإنجليزية)
- فابيان فرانكل على كيرتس براون (بالإنجليزية)